# Фонд Поллока-Краснер
Фонд основан в 1985 году на наследство американской художницы-абстракционистки Ли Краснер, вдовы художника Джексона Поллока, для поддержки признанных независимых художников. Краснер оставила фонду приблизительно 23 миллиона долларов, а также ценные бумаги и произведения.

## Деятельность
Фонд предоставляет гранты художникам со всего мира на основе «художественной ценности и явной финансовой нужды». Фонд также выдает награды имени Ли Краснер, основанные на тех же критериях, но включающие также оценку художественных достижений в течение всей жизни автора. Кандидаты выбираются только по рекомендациям. К 1988 году фонд грантовал более 1,5 миллионов 300 «значимым нуждающимся художникам».

## Оценочная комиссия
Комиссия на волонтерской основе занимается оценкой, в том числе спорных работ. Действовала с 1990 по 1996, после чего была распущена в связи с завершением каталога-резоне Поллока. Комиссия рассмотрела сотни работ, из которых была допущена лишь небольшая часть. Фонд все еще получает задания по оценке подлинности.